# Vytautas Strolia
Vytautas Strolia (* 28. listopadu 1992 Anykščiai) je litevský biatlonista a bývalý reprezentant v běhu na lyžích
Do roku 2014 reprezentoval Litvu v běhu na lyžích, když se zúčastnil i sočské olympiády, kde se ve všem závodech umístil až v sedmé či osmé desítce výsledkové listiny.
Biatlonu se věnuje od roku 2014, kdy debutoval ve světovém poháru v biatlonu jako člen litevské štafety v Hochfilzenu. Po jednom trestném kole, na které Litvu poslal právě Strolia, byl tým přestižen o kol a závod nedokončil.
Ve své dosavadní kariéře nezvítězil ve světovém poháru v biatlonu v žádném individuálním ani kolektivním závodě. Jeho nejlepším umístěním je 4. místo ze sprintu Ruhpoldingu z ledna 2022.

## Výsledky

### Olympijské hry a mistrovství světa
| Sezóna  | Akce | Místo                | SP  | SZ  | HZ | IZ  | ŠT  | SŠT | SZD | Věk    |
| ------- | ---- | -------------------- | --- | --- | -- | --- | --- | --- | --- | ------ |
| 2017/18 | ZOH  | Pchjongčchang        | 49. | 49. | –  | 82. | –   | 19. | ×   | 25 let |
| 2018/19 | MS   | Östersund            | 26. | DSQ | –  | 61. | 21. | –   | –   | 26 let |
| 2019/20 | MS   | Anterselva           | 28. | 31. | –  | 55. | 24. | 16. | –   | 27 let |
| 2020/21 | MS   | Pokljuka             | 63. | –   | –  | 66. | 26. | 17. | –   | 28 let |
| 2021/22 | ZOH  | Peking               | 43. | 58. | –  | 21. | 14. | –   | ×   | 29 let |
| 2022/23 | MS   | Oberhof              | 42. | 49. | –  | 44. | 16. | 18. | –   | 30 let |
| 2023/24 | MS   | Nové Město na Moravě | 56. | DNS | –  | 15. | 20. | 17. | 24. | 31 let |
| 2024/25 | MS   | Lenzerheide          | 28. | 34. | –  | 72. | 18. | 16. | –   | 32 let |

Poznámka: Výsledky z olympijských her se do hodnocení světového poháru nezapočítávají, výsledky z mistrovství světa se dříve započítávaly, od mistrovství světa v roce 2023 se nezapočítávají.